# Polterabend

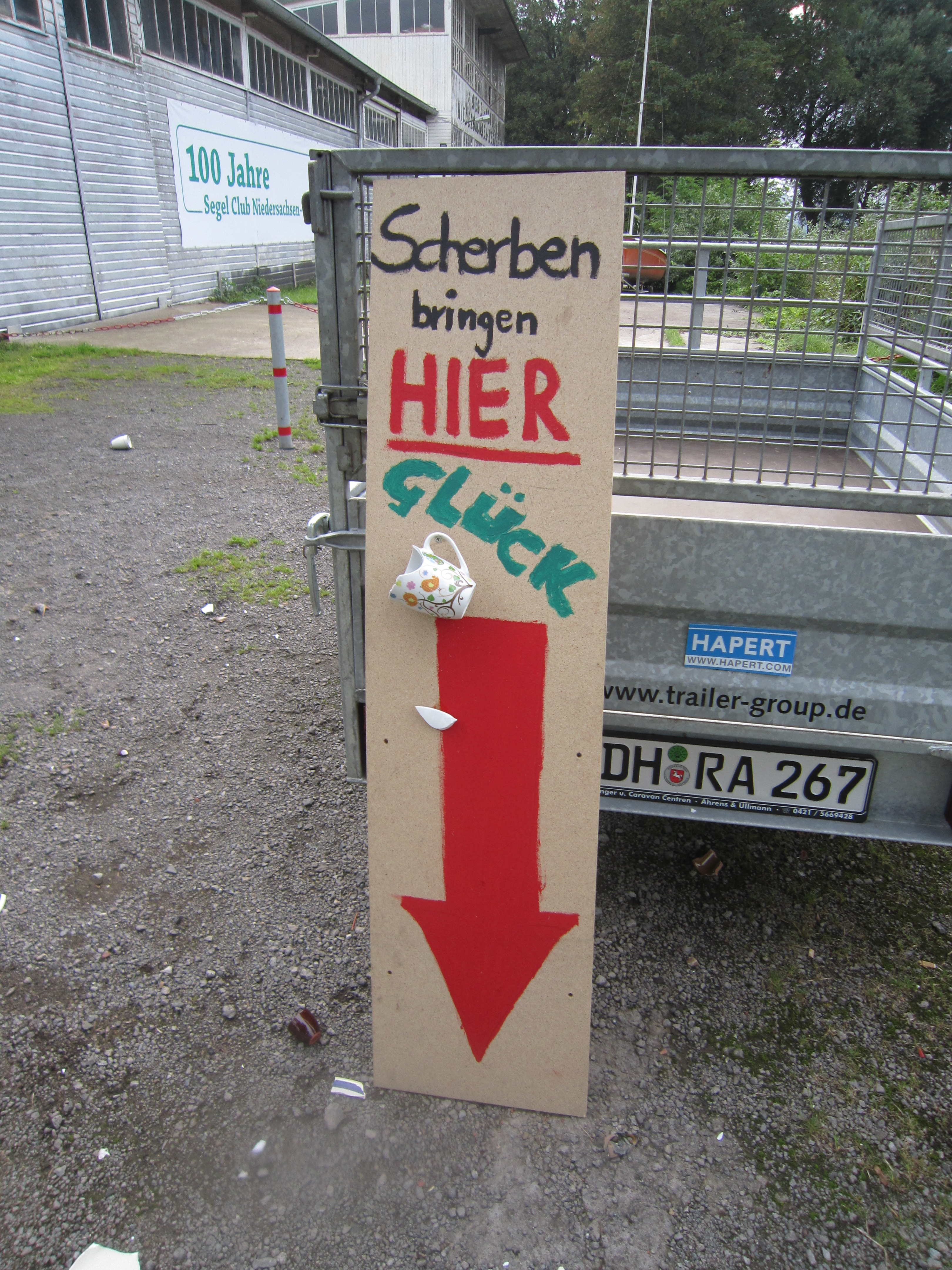
Bord dat aangeeft dat scherven geluk brengen

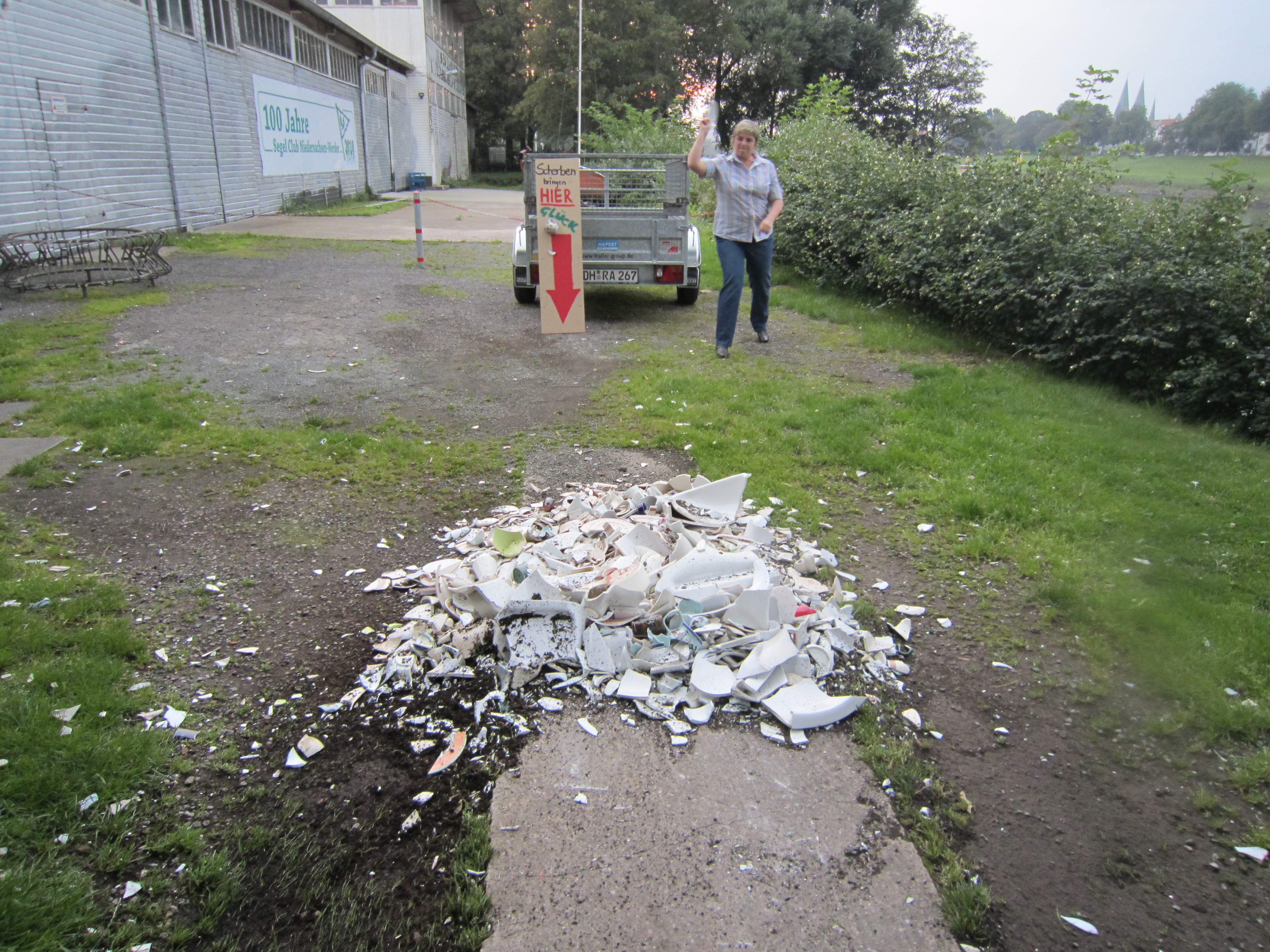
Kapotgegooid aardewerk

Polterabend is de term voor een gewoonte in Duitsland, die op een avond voor een bruiloft wordt gehouden. De gasten (familie, vrienden en collega's) brengen aardewerk mee (borden, kopjes, wastafels en wc-potten) en breken dit, zodat dit geluk brengt voor het aankomende bruidspaar. Men gelooft dan ook in het gezegde "Scherven brengen geluk" (Duits: Scherben bringen Glück).
De Polterabend vond in vroegere tijden vaak plaats aan de voorzijde van het huis van de bruid (of dat van haar ouders). Tegenwoordig wordt ook vaak in de omgeving waar de bruid woont een horecagelegenheid afgehuurd. Deze avond is vaak wat informeler dan de werkelijke bruiloft. Het bruidspaar komt meestal in nieuwe kleren op de Polterabend. Wanneer de gasten het aardewerk stukgegooid hebben, veegt het bruidspaar de scherven weer bij elkaar.
De oorsprong van de Polterabend is niet precies bekend. Sommigen geloven dat Germaanse stammen scherven gooiden om boze geesten te verjagen. Anderen geloven er in dat dit een heidens ritueel was, als een offer aan de goden.
De Polterabend wordt meestal gevierd op een vrijdagavond voor de kerkelijke plechtigheid, in sommige regio's op de donderdag of zaterdag. Als de Polterabend op de laatste avond voor de bruiloft wordt gehouden, dan mag het aanstaande bruidspaar het feest op tijd verlaten (dat wil zeggen rond middernacht), om zo fris en zonder kater de volgende ochtend op te staan om naar de kerk te gaan.
De Polterabend wordt ook gevierd in de westelijke delen van Polen en in Oostenrijk, Zwitserland en Denemarken.